# 美國太空總署空間科學數據中心

美國太空總署空間科學數據中心（NSSDC）是一個部門在美國太空總署的太陽物理部。它的成立是為了存檔美國太空總署空間科學任務數據。該數據中心位於美國太空總署戈達德空間飛行中心的綠地，馬里蘭州。 NSSDC為公眾和研究人員提供免費進入美國太空總署的空間科學數據中心。他們提供的數據是原始的科學數據及圖像。
該NSSDC為每個航天器發射和每一個衛星在軌道上保持一個國際編號。這些信息與背景資料，公眾可在公共檢索目錄中找到。